# IOS 5
iOS 5 fue la quinta versión del sistema operativo móvil iOS, diseñado por Apple Inc.

## Historia
iOS 5 fue visto previamente el 6 de junio de 2011 durante la WWDC 2011. En ese mismo evento, Apple dio una demostración de Mac OS X Lion y anunció su servicio de medios basado en la nube, iCloud. Por segunda vez se abandonó el soporte para algunos dispositivos, en especial el iPhone 3G y el iPod Touch (2ª generación). Los dispositivos compatibles en esta versión incluyen el iPhone 3GS en adelante, el iPod Touch (3ª generación) en adelante, y el iPad original en adelante.
El 4 de octubre de 2011, Apple celebró un evento en el edificio 4 de Infinite Loop en su sede en Cupertino, California. Mientras que se discutieron otros temas, el enfoque principal era la presentación del iPhone 4S y su nuevo software Siri. La fecha de lanzamiento de iOS 5 se anunció el 12 de octubre en el evento.
El iPhone 4S venía con iOS 5 preinstalada, pero las unidades antiguas requerían la actualización para su instalación a través de iTunes.  Sin embargo, cuando la actualización se publicó en primer lugar, muchos usuarios recibieron mensajes de error al tratar de descargarlo y algunos tenían advertencias de que sus dispositivos no podían ser restaurados. Se pensaba que los servidores de Apple simplemente no eran capaces de continuar con la demanda, haciendo que casi la mitad de las peticiones iniciales de la actualización fallaran.

## Características

### iCloud
iCloud es un sistema de almacenamiento nube o cloud computing de Apple Inc.. Fue lanzado el 12 de octubre de 2011. Desde julio de 2012, el servicio cuenta con más de 150 millones de usuarios.